# Пант (американский и канадский футбол)
Пант в американском и канадском футболе — действие специальных команд. Пантер, после получения мяча лонг-снэпером, бьёт по мячу стараясь сделать так, чтобы соперники были остановлены как можно ближе к их зачётной зоне. Обычно пант пробивается на четвёртом дауне или третьим в канадском футболе, когда пробить филд-гол невозможно, а разыгрывать даун опасно. Смысл панта – ухудшить позицию на поле для соперников. Если во время четвёртого дауна команда находится в зоне филд-гола, то в большинстве случаев команда пробьёт филд-гол, так как филд-гол стоит три очка, пант (в американском футболе) не даёт команде очки. В канадском футболе пантом можно набрать одно очко. Это произойдёт, если после панта мяч остановится в чужой зачётной зоне. Команда имеет право не бить пант, а играть четвёртый даун.

## Исполнение
Кикер чаще всего стоит на расстоянии в 15-17 ярдов, позади снэпера. После того как пантер пробьёт по мячу, и мяч не пересекает линию розыгрыша – его может подобрать любая команда:
- Если мяч подберёт пробивающая команда, то ей нужно добраться до первого дауна (в противном случае это будет считаться потерей мяча на даунах (англ. turnover on downs)).
- Если мяч подберёт принимающая команда, то это считается нормальным пантом, и команде нужно доставить мяч как можно ближе к зачётной зоне соперников.

Если мяч пересекает линию розыгрыша, команда, которая пробила пант, не может его себе вернуть. Во время удара действуют следующее правила:
- Пантом можно набрать только одно, (за невероятно редким исключением) сингл, (в канадском футболе) филд-гол пантом забить нельзя.
- Если игрок, который принял мяч, уронил его, (или коснулся мяча) то мяч становится живым и его может подобрать любая команда.

## Возврат
Команда которая принимает мяч должна продвинуть мяч как можно ближе к чужой зачётной зоне, но иногда игроку с мячом удаётся добежать до тачдауна. Игрок может отказаться от возврата.

## Сингл (канадский футбол)
В канадском футболе сингл (одно очко, от англ. single «одиночный») присуждается если:
- Мяч упал в зачётной зоне соперников и последние отказались его возвращать.
- Игрок поймал мяч в своей зачётной зоне, попытался его возвратить, но был остановлен защитой.

После сингла команда, которая потеряла одно очко (команда-жертва), начнёт свою атаку со своей 35-ярдовой линии.

## Рекорды
Далее перечислены самые длинные панты в североамериканской истории футбола:
- 108-ярдовый удар, Зенона Андрусишина, (канадский футбол) в матче с Эдмонтоном, в 1977 году.
- 108-ярдовый пант команды, Соскотчеоун Роугхидерс, 29 октября 2011 года (в обоих случаях игрокам помог ветер, в последнем случае ветер дул со скоростью 56 км/ч (35 миль в час)).

Самый длинный пант в истории НФЛ – это 98-ярдовый удар Стива О’Нила, 21 сентября 1969 года.